# Txomin Badiola
Txomin Badiola (Bilbao, Biscaia, 1957), és un escultor basc.
Llicenciat en Belles Arts per la Universitat del País Basc, on va exercir com a professor entre 1982-1988. És a més un dels fundadors de l'Associació d'Artistes Bascos. L'any 1988 va ser comissari de la mostra antològica Oteiza: Propòsit experimental, organitzada per la Fundació la Caixa i realitzada a Madrid, Bilbao i Barcelona, posteriorment al costat de Margit Rowell va ser també comissari de l'exposició Oteiza. Mite i Modernitat per al Museu Guggenhein a Bilbao 2004 i Nova York 2005 i per al MNCARS a Madrid 2005. El 1989 es trasllada a Londres i seguidament el 1990 a Nova York per centrar-se en la seva carrera artística fins a l'any 1998 quan torna a Bilbao. Realitza també una tasca formativa juntament Angel Bados en dos tallers organitzats pel centre d'art Arteleku el 1995 i 1997 i el projecte Primer Proforma 2010 amb els artistes Sergio Prego i Jon Mikel Euba, organitzat pel MUSAC.
Els seus primers treballs poden ser adscrits al moviment minimalista, centrat en el mitjà de la pintura. Posteriorment comença a treballar l'escultura amb un caràcter constructiu relacionat amb dos artistes de referència en els artistes bascos d'aquest moment com són Joseph Beuys i Jorge Oteiza. Durant la seva estada als Estats Units la seva obra evoluciona unint diferents llenguatges, amb una voluntat més narrativa utilitzant diferents suports i mitjans expressius.